# Akibumia orientalis
Akibumia orientalis är en snäckart som först beskrevs av Mattheus Marinus Schepman 1909.  Akibumia orientalis ingår i släktet Akibumia och familjen Laubierinidae. Inga underarter finns listade i Catalogue of Life.